# Dorotea Caterina de Birkenfeld-Bischweiler
Dorotea Caterina de Birkenfeld-Bischweiler va néixer a Bischwiller (Comtat d'Alsàcia, avui a França) el 3 de juliol de 1634 i va morir a Neunkirchen el 7 de desembre de 1715. Era una noble alemanya, filla de Cristià I de Birkenfeld (1598-1654) i de Magdalena Caterina de Wittelsbach (1607-1648).

## Matrimoni i fills
El 6 d'octubre de 1649 es va casar a Bischwiller amb el comte Joan Lluís de Nassau-Ottweiler (1625-1690), fill de Guillem Lluís de Nassau-Saarbrücken (1590-1640) i de la princesa Anna Amàlia de Baden-Durlach (1595-1651). D'aquest matrimoni en nasqueren:
- Cristià Lluís, nascut i mort el 1650.
- Frederic Lluís (1651-1728), casat amb Cristina d'Ahlefeldt (1659-1695).
- Anna Caterina (1653-1731), casada amb Joan Felip II de Salm-Dhaun (1645-1693).
- Walrad (1656-1705)
- Carles Sigfrid, nascut i mort el 1659.
- Lluís (1661-1699)
- Lluïsa (1662-1741)
- Maurici (1664-1666)